# Свети Архангели Гимназиални
„Свети Архангели Гимназиални“ или Икономски (на гръцки: Ταξιάρχης Γυμνασίου, Οικονόμου, Таксиархис Гимнасиу, Иконому) е средновековна православна църква в град Костур (Кастория), Егейска Македония, Гърция.

## Местоположение
Църквата е изградена в Икономската махала.

## История
Храмът е изграден в X век.
В 1924 година църквата е обявена за паметник на културата.

## Архитектура
Представлява еднокорабна базилика с дървен покрив и полукръгла апсида на изток. Декоративните тухлени елементи в нея наподобяват тези от съседната църква „Света Богородица Кубелидики“. На запад по-късно е изграден по-нисък притвор. Зидарията е с керамопластична украса, типична за съвременните му храмове в Костур.

## Стенописи
Най-старият живописен слой във вътрешността датира от периода на изграждане на храма – X век - на западната стена се различават сцените Разпятие и Сваляне от кръста. В последвалите векове са полагани нови живописни слоеве. Забележителна е сцена от края на XV век, изобразяваща Света Богородица с Христос в лявата ръка – Аристерократуса, в нартекса над входа. В наоса в долната зона старият живописен слой е покрит с нов през XVII век, изобразяващ светци в медальони. Отличават се Архангел Михаил, Свети Атанасий, Свети Антоний и Свети Спиридон.